# Бангалор
Бангалор (кан. ಬೆಂಗಳೂರು, познат и као Бенгалуру) је главни град индијске државе Карнатака. Процењује се да има 6,1 милиона становника 2006, па представља трећи град у Индији по броју становника. Град је лоциран у јужној Индији на Деканском платоу на надморској висини од преко 900 m (3.000 ft), што је највише међу индијским већим градовима. Бангалор се сматра „Силиконском долином Индије“ јер извози 35% индијског извоза софтвера, који износи 9 милијарди $ за целу Индију. Влада Бангалора је одлучила да се граду промени име у Бенгалуру, али ту промену треба да одобри централна влада Индије. Као велики град Бангалор се суочава са проблемима загађења, криминала и загушења саобраћаја.

## Историја
Један натпис открива да је тај дистрикт био део Ганга династије, под називом Бенг-вал-ору. Градом су владале Чоле, па је дошао под власт царства Хојсала. Модерни Бангалор основан је 1537. током царства Вијанагара. После га преузимају Марати, па онда Могули. Могулски цар Аурангзеб предаје град краљевству Мајсор 1689. Владали су ту Хајдар Али, па његов син Тигар од Мајсора. После пораза Тигра од Мајсора Бангалор долази 1799. под власт Британске источноиндијске компаније.
Британци предају управу над Бангалором махараџи од Мајсора. Краљевство од Мајсора премешта седиште у Бангалор 1831. Велика куга из 1898. је јако смањила становништво Бангалора. Бангалор је 1906. постао први град у Индији са електричном струјом.

## Економија
Бангалор представља трећи град у Индији по броју становника. Бангалор се сматра „Силиконском долином Индије“ јер извози 35% индијског извоза софтвера, који износи 9 милијарди долара за целу Индију. Хардверска индустрија Бангалора извози у износу од 500 милиона америчких долара. Биотехнологија Бангалора даје 50% свих индијских прихода у том сектору, која износе 500 милиона долара.

## Географија

### Клима
| Клима Бангалора                             | Клима Бангалора | Клима Бангалора | Клима Бангалора | Клима Бангалора | Клима Бангалора | Клима Бангалора | Клима Бангалора | Клима Бангалора | Клима Бангалора | Клима Бангалора | Клима Бангалора | Клима Бангалора | Клима Бангалора |
| Показатељ \ Месец                           | .Јан.           | .Феб.           | .Мар.           | .Апр.           | .Мај.           | .Јун.           | .Јул.           | .Авг.           | .Сеп.           | .Окт.           | .Нов.           | .Дец.           | .Год.           |
| ------------------------------------------- | --------------- | --------------- | --------------- | --------------- | --------------- | --------------- | --------------- | --------------- | --------------- | --------------- | --------------- | --------------- | --------------- |
| Апсолутни максимум, °C (°F)                 | 32,8 (91)       | 35,9 (96,6)     | 37,3 (99,1)     | 39,2 (102,6)    | 38,9 (102)      | 38,1 (100,6)    | 33,3 (91,9)     | 33,3 (91,9)     | 33,3 (91,9)     | 32,4 (90,3)     | 31,7 (89,1)     | 31,1 (88)       | 39,2 (102,6)    |
| Максимум, °C (°F)                           | 27,9 (82,2)     | 30,7 (87,3)     | 33,1 (91,6)     | 34,0 (93,2)     | 33,3 (91,9)     | 29,6 (85,3)     | 28,3 (82,9)     | 27,8 (82)       | 28,6 (83,5)     | 28,2 (82,8)     | 27,2 (81)       | 26,5 (79,7)     | 29,6 (85,3)     |
| Минимум, °C (°F)                            | 15,8 (60,4)     | 17,5 (63,5)     | 20,0 (68)       | 22,0 (71,6)     | 21,7 (71,1)     | 20,4 (68,7)     | 19,9 (67,8)     | 19,8 (67,6)     | 19,8 (67,6)     | 19,6 (67,3)     | 18,0 (64,4)     | 16,2 (61,2)     | 19,2 (66,6)     |
| Апсолутни минимум, °C (°F)                  | 7,8 (46)        | 9,4 (48,9)      | 11,1 (52)       | 14,4 (57,9)     | 16,7 (62,1)     | 16,7 (62,1)     | 16,1 (61)       | 14,4 (57,9)     | 15,0 (59)       | 13,2 (55,8)     | 9,6 (49,3)      | 8,9 (48)        | 7,8 (46)        |
| Количина кише, mm (in)                      | 1,9 (0,075)     | 5,4 (0,213)     | 18,5 (0,728)    | 41,5 (1,634)    | 107,4 (4,228)   | 106,5 (4,193)   | 112,9 (4,445)   | 147,0 (5,787)   | 212,8 (8,378)   | 168,3 (6,626)   | 48,9 (1,925)    | 15,7 (0,618)    | 986,8 (38,85)   |
| Дани са кишом                               | 0,2             | 0,4             | 1,1             | 3,1             | 6,7             | 6,2             | 7,2             | 9,9             | 9,8             | 8,3             | 3,8             | 1,4             | 58,1            |
| Релативна влажност, %                       | 60              | 52              | 30              | 43              | 60              | 72              | 76              | 79              | 76              | 73              | 70              | 68              | 63,3            |
| Сунчани сати — месечни просек               | 262,3           | 247,6           | 271,4           | 257,0           | 241,1           | 136,8           | 111,8           | 114,3           | 143,6           | 173,1           | 190,2           | 211,7           | 2.360,9         |
| Извор #1: Индијски метеоролошки департман   |                 |                 |                 |                 |                 |                 |                 |                 |                 |                 |                 |                 |                 |
| Извор #2: (влажност и сунчаност: 1971–1990) |                 |                 |                 |                 |                 |                 |                 |                 |                 |                 |                 |                 |                 |

## Становништво
Према незваничним резултатима пописа, у граду је 2011. живело 8.425.970 становника, па Бангалор представља трећи град у Индији.
| 1991.     | 2001.     | 2011.     |
| --------- | --------- | --------- |
| 2.908.018 | 4.301.326 | 8.425.970 |

Канада је службени језик у Бангалору, а енглески је службени језик немануелне радне снаге у Бангалору. У граду се говори и тамилски, телегу, тулу и хинди. Око 79% становништва су хиндуисти, муслимани чине 13% становништва, а хришћани 6%. Око 10% становништва живи у сламовима, што је знатно мање него у Мумбају, где 54% становништва живи у сламовима. Стопа криминала у Бангалору је јако висока, тако да чини 9% криминала свих 35 великих градова Индије. У граду су чести етнички сукоби две групе Канаду и Тамила. После уништења џамије у Ајођи 1992. избило је насиље између хиндуса и муслимана у Бангалору. При томе је било запаљених муслиманских кућа.

## Остало
Познат је као „град врт Индије“, због мноштва јавних паркова и климе и зеленила. Бангалор је окружен великим бројем језера. Ипак лети су редовне несташице воде. Зимска температура ретко пада испод 12 °C, а летња ретко премашује 38 °C. Највише падавина има у августу, септембру и октобру.

## Партнерски градови
- Казабланка
- Кливленд, Охајо, САД (1992)[17]
- Минск, Белорусија (1973)[18]
- Сан Франциско, Калифорнија, САД (2008)[17]
- Харков
- Ченгду, Сичуан, Кина (2013)[19]